# Pietraperzia
Pietraperzia ist eine Stadt im Freien Gemeindekonsortium Enna in der Region Sizilien in Italien mit 6315 Einwohnern (Stand 31. Dezember 2023).

## Lage und Daten
Pietraperzia liegt 32 km südwestlich von Enna. Die Einwohner arbeiten hauptsächlich in der Landwirtschaft.
Die Nachbargemeinden sind Barrafranca, Caltanissetta (CL), Enna, Mazzarino (CL), Piazza Armerina und Riesi (CL).

## Geschichte
Der Ort entstand im Mittelalter. Pietraperzia entwickelte sich in dieser Zeit um eine Festung herum.

## Sehenswürdigkeiten
- Pfarrkirche aus dem 16. Jahrhundert, umgebaut im 18. Jahrhundert
- Rathaus, ein ehemaliges Dominikanerkloster
- Ruinen des Kastells